# Artoriellula celebensis
Artoriellula celebensis är en spindelart som först beskrevs av Anna Maria Sibylla Merian 1911.  Artoriellula celebensis ingår i släktet Artoriellula och familjen vargspindlar.
Artens utbredningsområde är Sulawesi. Inga underarter finns listade i Catalogue of Life.